# Zyanya Parra
Zyanya Yunuen Parra Martín (25 de diciembre de 2009) es una deportista mexicana que compite en saltos de plataforma. Ganó una medalla de plata en el Campeonato Mundial de Natación de 2025, en la prueba de equipo mixto.

## Palmarés internacional
| Campeonato Mundial | Campeonato Mundial  | Campeonato Mundial | Campeonato Mundial |
| Año                | Lugar               | Medalla            | Prueba             |
| ------------------ | ------------------- | ------------------ | ------------------ |
| 2025               | Singapur (Singapur) | Medalla de plata   | Equipo mixto       |